# Atlético Español Fútbol Club
O Atlético Español Fútbol Club, mais conhecido como Atlético Español, foi uma equipe de futebol mexicana fundada em 22 de outubro de 1971 e disputou diversas temporadas na Primera División do México. Teve como sede a  Ciudad de México e jogava no Estadio Azteca. Em 1982, mudou de nome para o atual Necaxa. Este, atualmente joga a primeira divisão mexicana (Liga MX) e conquistou duas vezes, além de ter partiicpado do Mundial de Clubes da FIFA de 2000, alcançando o terceiro lugar, tendo como sede a cidade de Aguascalientes. 
Era o time de coração do ator Ramón Valdés.

## História
O Atlético Español Fútbol Club foi fundado em 22 de outubro de 1971 quando um grupo de empresários espanhóis decidiram comprar a franquia do Necaxa e mudar seu nome para Atlético Español. Esta equipe receberia a alcunha de  Toros pois no novo escudo criado havia um touro em movimento, junto a uma bola de futebol,e as iniciais AE.

### Primeira temporada e luta contra o descenso
O Español se caracterizou por ser uma equipe de garra e lutadora, mas seu início não foi o ideal, já que na temporada 1971-72 esteve a apenas 1 ponto de ser o último colocado de seu grupo e entrar na liguilla contra o rebaixamento com Torreón, Irapuato  e  Veracruz, no qual ganharia suas partidas para permanência na divisão principal, graças aos gols de Ricardo Brandón e José Luis Rosete, terminando com o rebaixamento do Irapuato. 

### Equipe protagonista nas temporadas seguintes
A partir desse momento, as temporadas que se seguiram foram muito boas para o Atlético Español. Em 1972-73, chegou até as semifinais, perdendo por 5-4 nos pênaltis em um terceiro jogo de desempate contra o León.
Na temporada 1973-74, chegaria à final do torneio contra o Cruz Azul, uma das maiores equipes do México. Os jogos terminaram com vitória por 2-1 e derrota por 0-3, o que culminou no vice-campeonato da liga.
Em 1975, ganharia seu primeiro e único título internacional, ao disputar a Copa dos Campeões da CONCACAF de 1975, disputando a final contra o Transvaal do Suriname, superando-o com um placar agregado de 5 a 1.
Por consequência deste tíulo, disputou a Copa Interamericana de 1976 contra o Independiente da Argentina. Ambas as partidas foram jogadas em Buenos Aires, e após um empate no resultado agregado em 2-2, o Independiente conquistou o título por 4-2 nos pênaltis. 
Na temporada de 1980-81 disputou uma nova liguilla ficando em 4º num grupo liderado pelo Cruz Azul, que perderia a final perante o Pumas UNAM. Para 1981-82, disputou sua última liguilla chegando às quartas de final contra o Atlante, nas quais perderia de 5-3 no agregado. 

### Volta às origens
Após 11 anos sendo Atlético Español, a direção do clube decide retomar as cores e o nome do Necaxa, esperando reviver a tradição e recuperar os torcedores que havia perdido. Em 21 de julho de 1982 se registra a mudança de nome. Os resultados não foram os esperados, já que a torcida já havia esquecido o Necaxa, e a equipe estava afundada nas últimas posições das tabelas gerais anuais. 

## Jogadores

### Alguns jogadores de destaque
- Goleiros:

Julio Aguilar, Román Sánchez, Moises Camacho.
- Defensores:

Alejandro Gil Bretón (Capitão), Jesús Rico, Nacho Ramirez Izarraraz, Luis Fernando Tena, Francisco Montes.
- Meio-campistas:

Alfredo Navarrete, Abayubá Ibañez, Tomás Boy, Pío Tabaré Gonzalez, Dante Juárez.
- Atacantes:

Juan Manuel Borbolla, Juan Jose Muñante, Carlos Eloir Perucci, Jose Enrique Vaca, Antonio Alonso, Jan Banas, Sergio Acuña.

### Estatísticas
Estes são os números gerais do Atlético Español na Liga MX:
| J   | V   | E   | D   | GP  | GC  | Pts | SG |
| 429 | 148 | 134 | 147 | 588 | 586 | 430 | 2  |

Na Copa México:
| J  | V  | E | D  | GP | GC | Pts | SG |
| 30 | 15 | 4 | 11 | 62 | 50 | 34  | 12 |

- JJ - Jogos
- V - Vitórias
- E - Empates
- D - Derrotas
- GP - Gols a favor
- GC - Gols contra
- Pts - Pontos
- SG - Saldo de gols

## Títulos
| CONTINENTAIS | CONTINENTAIS                  | CONTINENTAIS | CONTINENTAIS |
|              | Competição                    | Títulos      | Temporadas   |
| ------------ | ----------------------------- | ------------ | ------------ |
|              | Liga dos Campeões da CONCACAF | 1            | 1975         |